# Пигостиль

Пигостиль — № 17.

Пигости́ль (лат. pygostylus, urostylus, coccyx; от др.-греч. πῡγή — «крестец, зад, хвост» и στῦλος — «столб, опора») — копчиковая кость большинства птиц, образованная 3—6 (обычно 5—6) сросшимися задними хвостовыми позвонками.
На основании наличия пигостиля выделена группа Pygostylia, включающая всех современных и некоторых вымерших птиц.

## Описание
Пигостиль обычно имеет форму уплощённой вертикальной пластинки и служит для прикрепления рулевых перьев, образующих хвост. Сустав пигостиля образует нижнюю часть позвоночника птиц. Прикрепляющиеся к нему мышцы придают значительную прочность и образуют продолжение надхвостья.

## Распространённость
У большинства бескилевых, в том числе у некоторых летающих их представителей (тинамуобразных), задние хвостовые позвонки остаются свободными и пигостиль не образуют.
Кроме птиц, пигостиль обнаружен у динозавра Nomingia, а подобная ему структура — у бэйпяозавра.

Yixianornis grabaui и конфуциусорнис — древнейшие известные птицы с пигостилем (возраст находок около 120 млн лет).
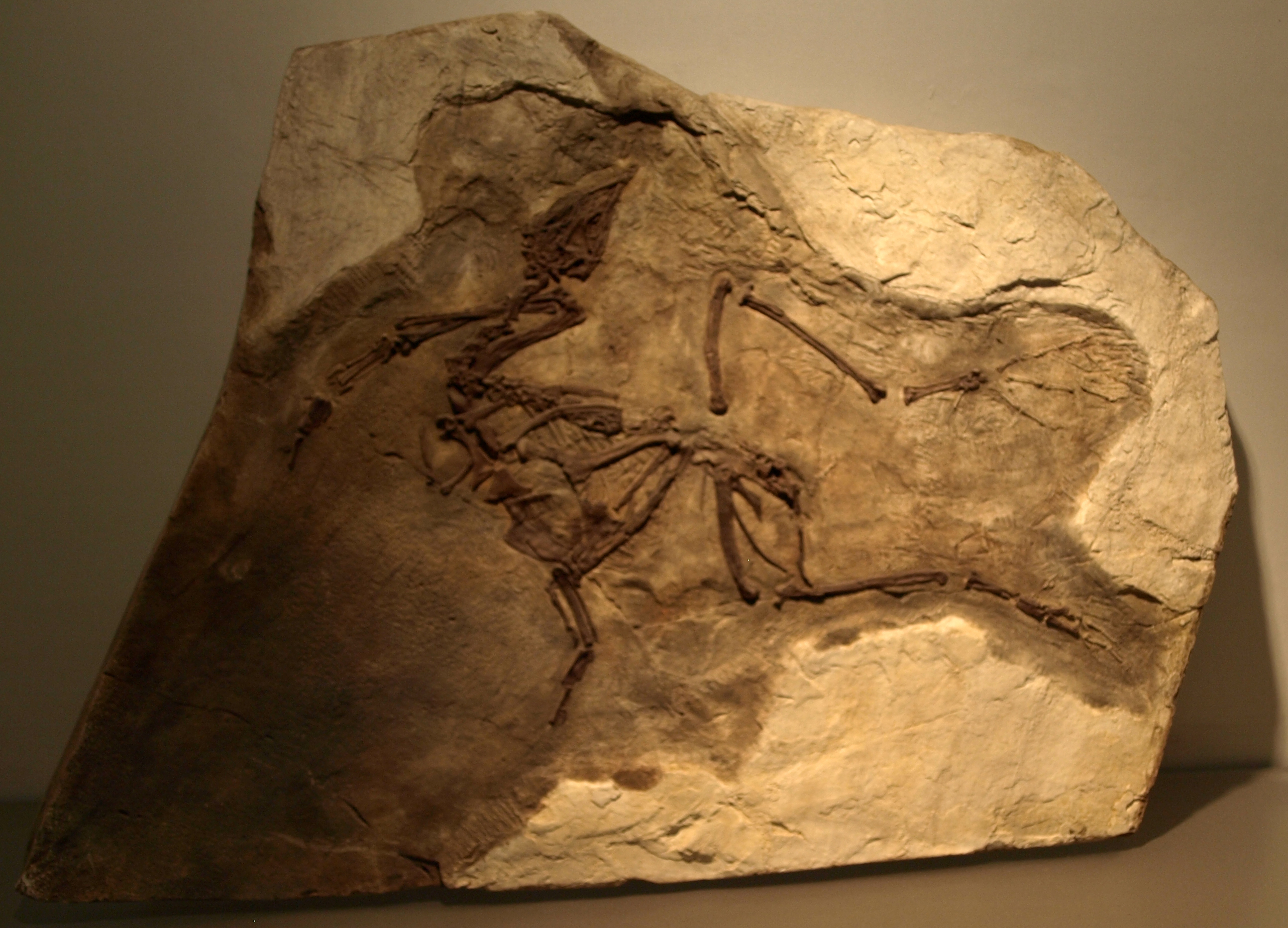
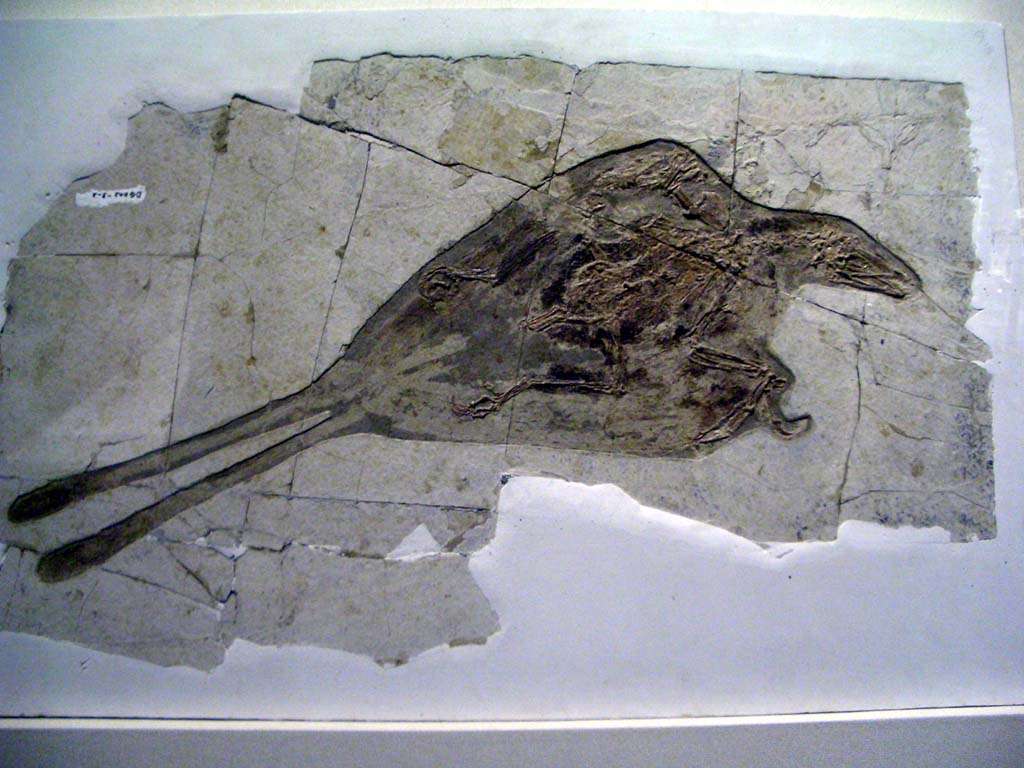